# Antonio Michele Stanca
Pour les articles homonymes, voir Stanca.
Antonio Michele Stanca (né le 22 mai 1942 à Soleto et mort le 19 mars 2020 à Fidenza) est un généticien italien.
Il naît à Soleto, en Italie. Il est diplômé de l'Université de Bari, avec spécialisation en sciences agricoles. Il est professeur à l'Université de Milan, à l'Université catholique du Sacré-Cœur de Plaisance, à l'Institut national agronomique de Tunisie (INAT) de Tunis et à l'Université de Modène et de Reggio d'Émilie .
Lors de la pandémie de Covid-19, il meurt de COVID-19 le 19 mars 2020 à Fidenza, à l'âge de 77 ans.